# Énergie en Irlande
Cet article concerne l'État d'Irlande indépendant. Pour l'Irlande du Nord, voir Énergie au Royaume-Uni.
Le secteur de l'énergie en Irlande est encore largement dominé par les combustibles fossiles, qui couvrent 88,5 % de la consommation d'énergie primaire en 2018, mais les énergies renouvelables se développent et assurent déjà 34 % de la production d'électricité en 2018 ; l'éolien à lui seul en fournit 27,3 %.
L'électricité couvrait 20,4 % de la consommation finale d'énergie en 2017. Le réseau électrique irlandais est connecté avec celui de l'Irlande du Nord et de la Grande-Bretagne ; un projet de connexion directe avec la France, le Celtic Interconnector, est en préparation et doit entrer en service en 2026.
Les émissions de CO2 par habitant liées à l'énergie sont en 2017 supérieures de 70 % à la moyenne mondiale : 4,37 tonnes et de 63 % à celle de la France.

## Secteurs pétrolier et gazier
L'Irlande dispose de quelques réserves d'hydrocarbures offshore, principalement de gaz naturel. Le gisement de gaz de Kinsale Head, situé en Mer Celtique, a été découvert en 1973 par Marathon Oil, a été mis en production en 1978 et a ainsi permis le développement du gaz naturel dans le pays. Il a répondu à l'ensemble de la consommation de gaz du pays jusqu'en 1996, date à laquelle le pipeline SNIP (Scotland Northern Ireland Pipeline) a permis d'importer du gaz de Grande-Bretagne vers l'île d’Irlande. Kinsale Head, de même que les petits gisements proches de Bellycotton et de Seven Heads, est aujourd'hui pratiquement épuisé. Toujours en mer celtique, le gisement de pétrole Barryhoe a été découvert en 1981 mais n'a toujours pas été mis en production.
Plus récemment, les eaux situées à l'ouest de l'île ont attiré l'attention. Une découverte significative de gaz, le champ Corrib, a été faite en 1996 et, après un processus très long marqué par une forte opposition publique, est finalement entré en service en décembre 2015 , relançant ainsi la production intérieure. Les bassins à l'ouest de l'Irlande possèdent d'autres réserves de gaz et de pétrole sous le seuil de rentabilité. Le pays cherche à attirer les investisseurs dans cette région frontière.
Néanmoins cette production est insuffisante pour les besoins en gaz du pays, qui sont d'environ 4,1 km3 par an. L'Irlande importe donc du gaz du Royaume-Uni, qui lui-même en importe du continent Européen, lequel importe à son tour de diverses sources (Russie, Norvège, Algérie...). Pour remédier à cette situation en "bout de chaîne", l'Irlande construit un terminal d'importation de gaz naturel liquéfié qui sera situé à l'embouchure de la rivière Shannon.
L'Irlande possède une seule raffinerie située à Whitegate près de Cork. Elle appartient à Phillips 66 et possède une capacité de production de 80 000 barils/jours. Cela correspond à peu près à la moitié seulement de la consommation du pays. Le pays importe donc des produits raffinés provenant principalement du Royaume-Uni.

## Tourbe

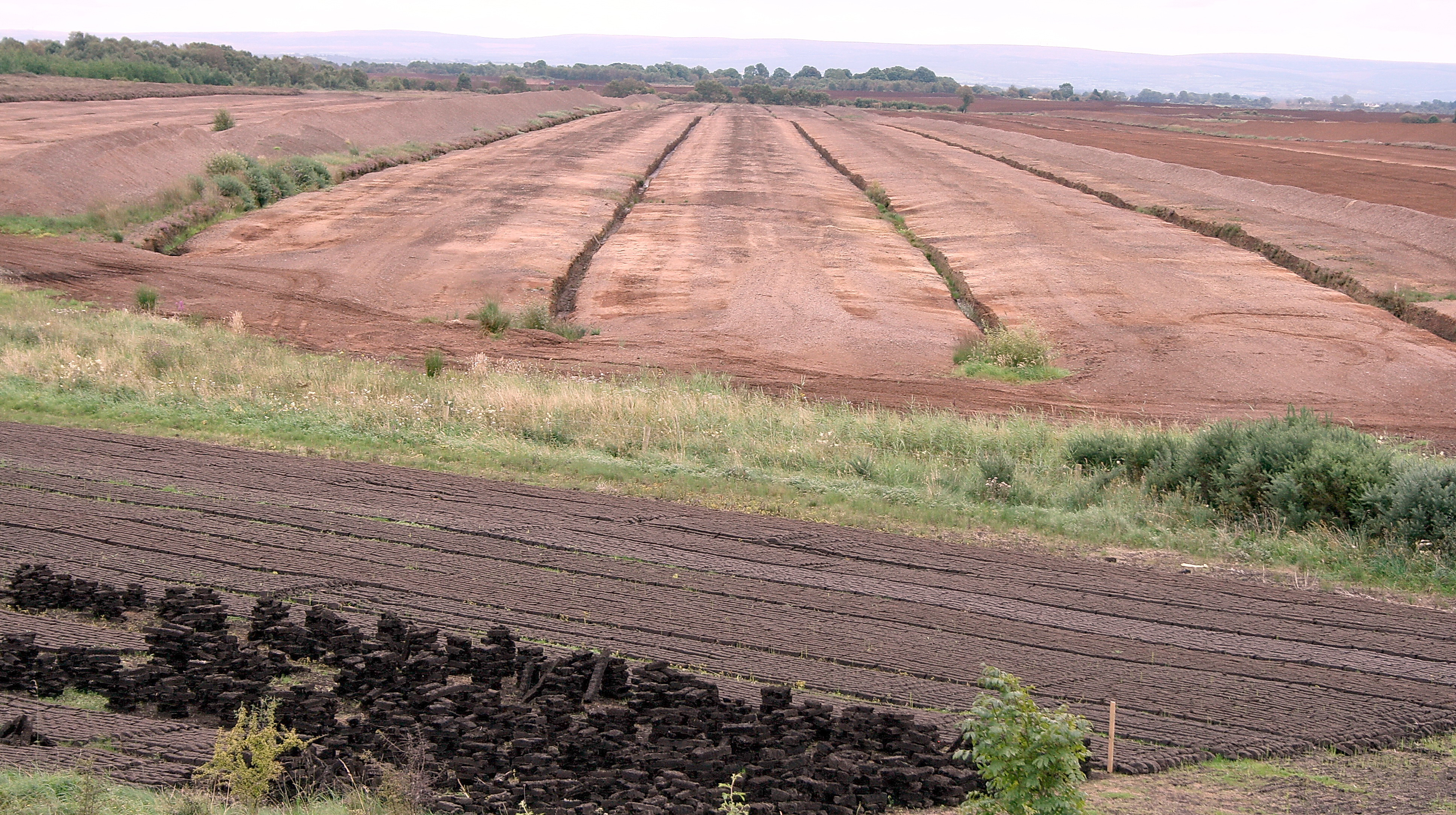
Bog of Allen, tourbière de l'est de l'Irlande.

Ce combustible traditionnel, issu de la décomposition de matières végétales sur quelques milliers d'années, est encore assez utilisé en Irlande. La société semi-publique Bord na Móna est responsable de son extraction et sa commercialisation. La tourbe est utilisée comme combustible pour plusieurs petites centrales électriques et, sous forme de briquettes, pour le chauffage domestique. La production doit prendre fin d'ici 2030.

## Consommation d'énergie primaire
La consommation intérieure d'énergie primaire de la république d'Irlande atteint 13 755 Mtep en 2018, répartie en 88,5 % de combustibles fossiles (pétrole : 45,6 %, gaz naturel : 32,6 %, charbon et tourbe : 10,3 %) et 11,5 % d'énergies renouvelables (biomasse : 5,7 %, éolien et solaire : 5,4 %, hydraulique : 0,4 %).

## Secteur électrique

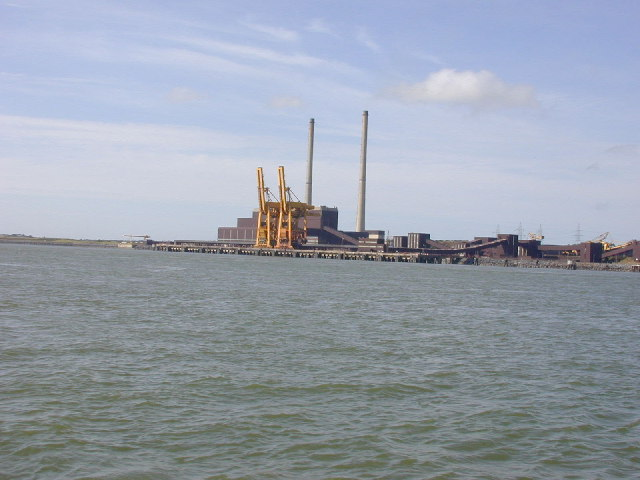
Centrale thermique de Moneypoint (charbon) d'ESB à Moneypoint, Comté de Clare, 2001.

L'électricité couvrait 20,4 % de la consommation finale d'énergie en 2017.

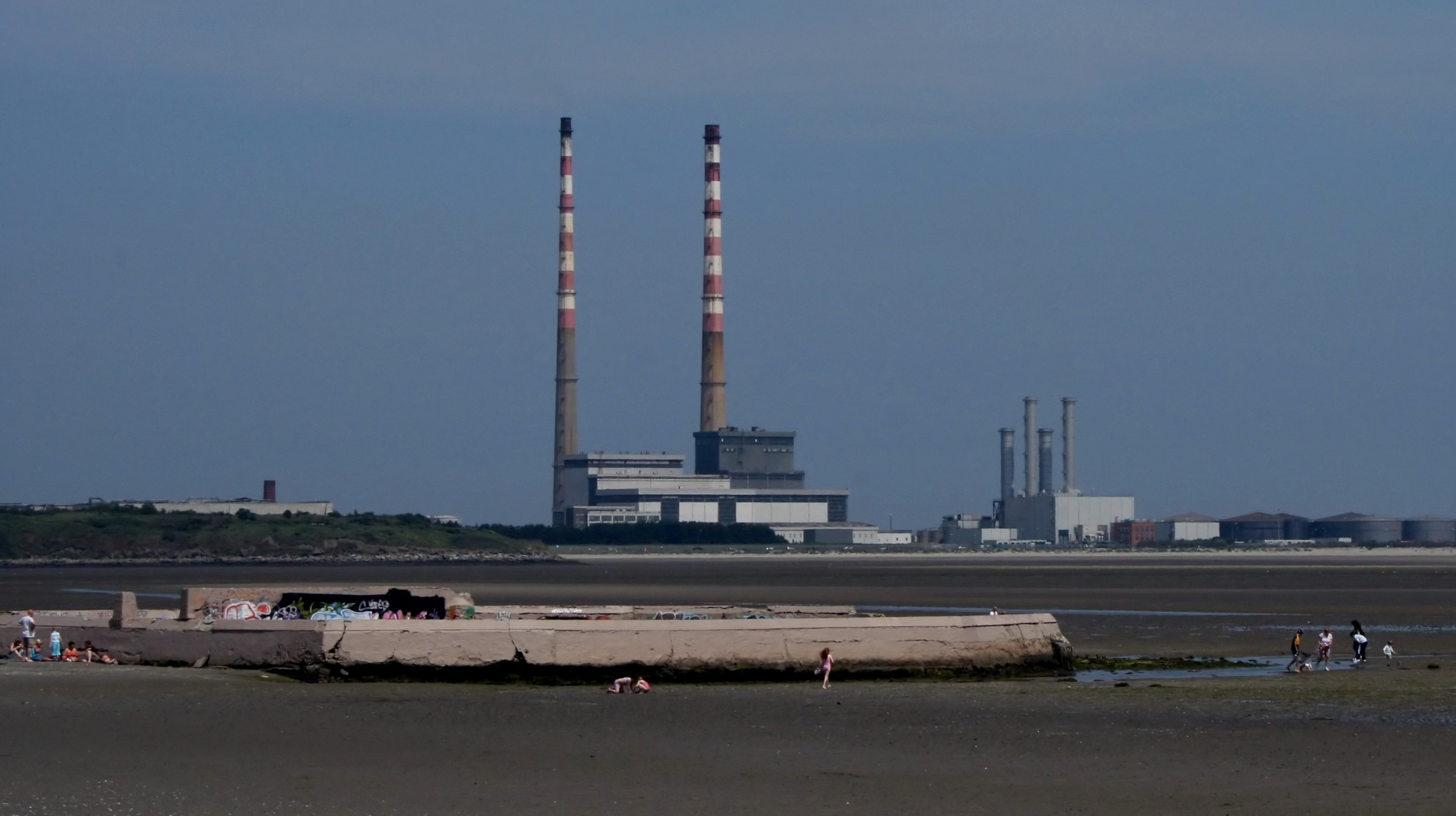
Centrale thermique de Poolbeg (1020 MW), près du port de Dublin, 2007.

La production électrique de la république d'Irlande atteint 30 926 GWh en 2018, répartie en 66 % de combustibles fossiles (gaz naturel : 51,8 %, charbon et tourbe : 13,7 %, pétrole : 0,5 %) et 34 % d'énergies renouvelables (éolien : 27,3 %, hydraulique : 3,0 %, biomasse : 1,7 %, déchets : 1,9 %, solaire : 0,05 %).

### Centrales thermiques
Environ un quart de la production d'électricité est assurée par la centrale thermique de Moneypoint, une centrale à charbon de 900 MW située sur l'estuaire du Shannon. L'autre grande centrale thermique est celle de Poolbeg près de Dublin (1 020 MW), qui est une centrale à gaz de type cycle combiné.
La compagnie électrique publique Electricity Supply Board (ESB) annonce la fermeture en décembre 2020 de ses deux centrales à tourbe de Lough Ree et de West Offaly et la fin de l'utilisation de charbon à sa centrale de Moneypoint en 2025. 

### Nucléaire
Le ministre irlandais de l’Environnement, Eamon Ryan, qui est également président du parti des Verts irlandais, ayant déclaré en 2015 qu’a priori, il n’excluait pas de recourir au nucléaire, un groupe de spécialistes bénévoles, « 18for0 », lui a remis en décembre 2020 une étude préalable intitulée « Nuclear Energy Development in Ireland » qui conclut qu’introduire une part de 18 % de nucléaire dans un réseau électrique dominé par les énergies renouvelables permettra de renoncer aux combustibles fossiles et de réduire autant que possible les émissions d’ici 2037.

### Hydroélectricité

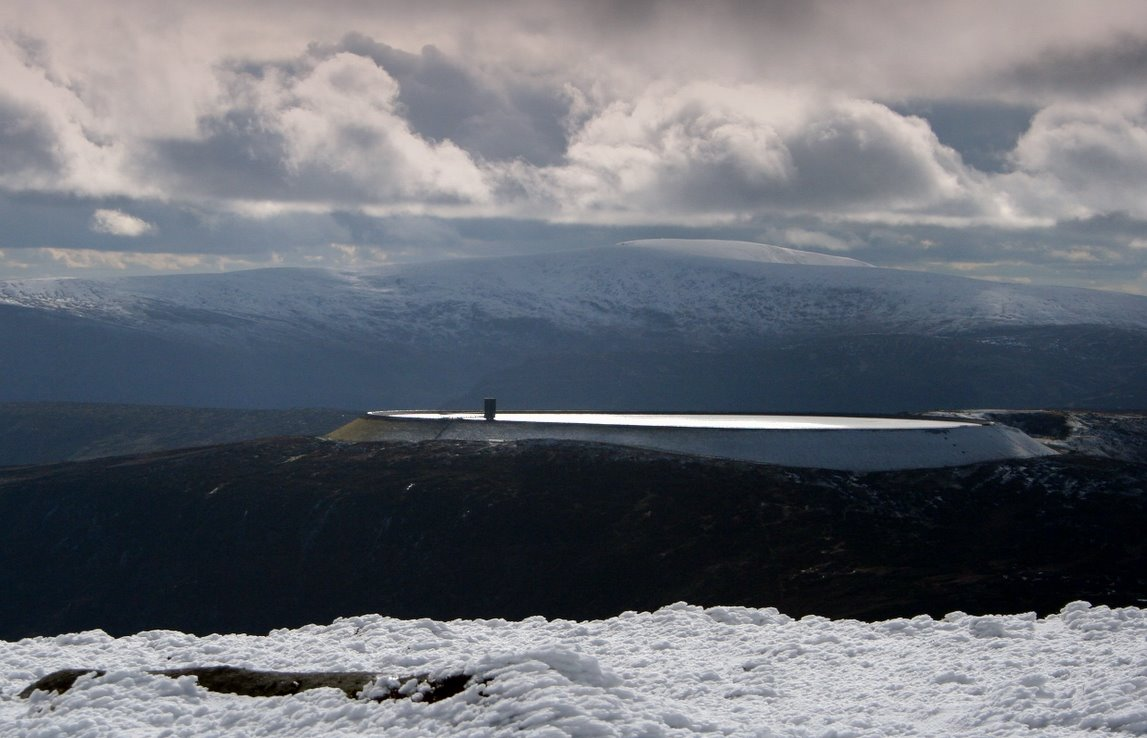
Réservoir supérieur de la centrale de pompage-turbinage de Turlough Hill (292 MW), 2007.

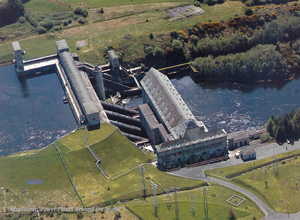
Centrale hydroélectrique d'Ardnacrusha (86 MW) sur le fleuve Shannon, 2005.

L'Irlande se classe au 32e rang européen par sa puissance installée hydroélectrique : 529 MW, dont 292 MW de pompage-turbinage ; sa production hydroélectrique s'est élevée à 1,12 TWh en 2019.
La centrale de pompage-turbinage (stockage temporaire de l'énergie) de Turlough Hill, d'une puissance de 292 MW, permet de lisser les pics de consommation.

### Énergie éolienne
Le pays dispose d'une exposition éolienne exceptionnelle et cette source d'énergie s'est développée rapidement. En 2018, sa part dans la production d'électricité du pays atteignait 27,3 %. L'éolien couvrait 28,1 % de la consommation électrique irlandaise (2e rang européen) sur la période mi-2017 à mi-2018 ; ce taux atteignait 40,5 % au Danemark, 20,4 % en Allemagne, 14,1 % au Royaume-Uni, 11,2 % en Suède et 5,7 % en France.

### Interconnexions
Le réseau de la république d'Irlande est connecté avec celui de l'Irlande du Nord et directement avec la Grande-Bretagne. Une étude était en cours en 2015 pour établir la faisabilité d'une connexion directe avec la France : le Celtic Interconnector. Les gestionnaires de réseaux de transport français et irlandais, Réseau de transport d'électricité (RTE) et Eirgrid, signent le 3 décembre 2019 un accord avec la Commission européenne : ils recevront une subvention de 530 millions € pour ce projet dont le coût total est évalué à 930 millions €. Les travaux devraient démarrer en 2023, pour une mise en service en 2026 ou 2027 ; le câble sous-marin d'une longueur de 575 kilomètres entre Cork et Landerneau aura une capacité de 700 MW. La mise en service du Celtic Interconnector est annoncée en 2022 pour 2026, malgré un surcoût de 550 millions €.

## Émissions deCO2
Les émissions de CO2 liées à l'énergie de la République d'Irlande ont atteint 35,7 Mt (millions de tonnes) en 2017, soit 7,44 tonnes par habitant, niveau supérieur de 70 % à la moyenne mondiale : 4,37 tonnes et de 63 % à celle de la France : 4,56 tonnes. La centrale de Moneypoint était en 2015 le plus gros émetteur du pays avec 4.5 millions de tonnes.